# Otiorhynchus morio
Espèce
Otiorhynchus morio est une espèce d'insectes coléoptères (charançons) de la famille des Curculionidae, du genre Otiorhynchus.